# 扈載
扈載（922年—957年），字仲熙，幽州安次縣人，後周政治人物。

## 生平
後周廣順二年（952年）狀元及第，授校書郎、直史館，升水部員外郎，顯德三年（956年）遷翰林學士。當時其從兄扈蒙為知制誥，時人稱二扈。顯德四年（957年）病卒。